# Сегура-де-Леон
Сегура-де-Леон (ісп. Segura de León) — муніципалітет в Іспанії, у складі автономної спільноти Естремадура, у провінції Бадахос. Населення — 2115 осіб (2010).
Муніципалітет розташований на відстані близько 370 км на південний захід від Мадрида, 75 км на південь від Бадахоса.

## Демографія
Динаміка населення (INE ):

## Галерея зображень

Герб